# Рачо Хаджиев
Рачо Минчев Хаджиев (роден като Рачо Хаджи Мичев) е български офицер, полковник. Участник в Сръбско-българската война (1885) и Балканската война (1912 – 1913), командир на 17-и пехотен полк (1904).

## Биография
Рачо Хаджиев е роден на 20 ноември 1859 година в Ловеч в занаятчийско семейство. Учи в Априловската гимназия, а след Освобождението се постъпва в Елисаветградското военно училище и го завършва през 1881 година.
По време на Сръбско-българската война (1885) Рачо Хаджиев командва 5-а запасна дружина от 4-ти пехотен плевенски полк. Дружината действа във Видинския гарнизон и участва в боевете за защита на Видинската крепост (11 – 13 ноември). На Видинския укрепен участък поручик Хаджиев командва войските на десния фланг, включващ войските на редута Баба Вида, Керимбегския люнет и бастиони от 1 до 4. Под негово командване са както както запасната дружина от 4-ти полк (3 роти – 700 души), така и една доброволческа рота (100 души) и една доброволческа дружина (700 души) – общо 1500 души. След войната е награден с орден „За храброст“ IV степен.
През 1904 г. Рачо Хаджиев е назначен за командир на 17-и пехотен полк. Участва и в Балканската война (1912 – 1913), като с поверените му части се сражава при Чаталджанската позиция и взема участие в боевете за Одринската крепост.
Полковник Рачо Хаджиев умира на 4 март 1925 година в София.

## Награди
- Военен орден „За храброст“ IV степен